# Athlītikos Syllogos Karditsas
L'Athlītikos Syllogos Karditsas (Αθλητικός Σύλλογος Καρδίτσας), è una società cestistica avente sede a Karditsa, in Grecia. Fondata nel 2006 gioca nel campionato greco.

## Storia
L'A.S. Karditsas è stata fondata nel 2006, a seguito di una fusione tra le squadre dell'Α.S. Karditsas 21st Century e dell'Amila Karditsas. Sia l'Α.S. Karditsas 21st Century che l'Amila Karditsas sono nati da precedenti fusioni di squadre greche. L'Α.S. Karditsas 21st Century è stato creato dopo l'unione dell'Aiada Karditsas e dello Sports Club Karditsas, mentre l'Amila Karditsas è nato dalla fusione tra il G.S. Karditsas (dove ha mosso i primi passi il cestista greco Iōannīs Mpourousīs), l'Anagennisi Karditsas e l'Amila Karditsas. Come risultato, generalmente viene considerato che la squadra presente incorpora la storia e la tradizione di tutti questi club precedenti.

## Palmarès
- A2 Basket League: 1

2021-2022

## Roster 2022-2023
Aggiornato al 20 gennaio 2023.
|    | Naz.                   | Ruolo | Sportivo               | Anno | Alt. | Peso | Note |
| -- | ---------------------- | ----- | ---------------------- | ---- | ---- | ---- | ---- |
| 0  | Stati Uniti (bandiera) | AP    | Jimmy Boeheim          | 1998 | 203  | 98   |      |
| 4  | Stati Uniti (bandiera) | G     | Sayeed Pridgett        | 1998 | 196  | 91   |      |
| 5  | Stati Uniti (bandiera) | P     | Lamar Peters           | 1997 | 185  | 86   |      |
| 7  | Grecia (bandiera)      | PG    | Iōannīs Athīnaiou      | 1988 | 194  | 96   |      |
| 8  | Grecia (bandiera)      | C     | Theodōros Karras       | 1997 | 210  | 100  |      |
| 9  | Grecia (bandiera)      | GA    | Alexandros Kalaitzakīs | 2003 | 200  |      |      |
| 10 | Stati Uniti (bandiera) | P     | Alex Hunter            | 1999 | 180  | 82   |      |
| 11 | Grecia (bandiera)      | AP    | Iōannīs Agravanīs      | 1998 | 198  | 95   |      |
| 12 | Grecia (bandiera)      | AG    | Giōrgos Gkiouzelīs     | 1995 | 204  | 98   |      |
| 16 | Grecia (bandiera)      | P     | Thanasīs Tsoukas       | 2001 | 187  |      |      |
| 18 | Grecia (bandiera)      | PG    | Aimilios Alexiadīs     | 2001 | 191  |      |      |
| 23 | Stati Uniti (bandiera) | P     | Jarrod West            | 1999 | 180  | 82   |      |
| 33 | Slovenia (bandiera)    | AP    | David Gabrovšek        | 1994 | 201  | 102  |      |
| 34 | Grecia (bandiera)      | C     | Zīsīs Sarikopoulos     | 1990 | 213  | 120  |      |
| 35 | Grecia (bandiera)      | G     | Antonīs Pefanīs        | 1997 | 198  | 95   |      |
|    | Stati Uniti (bandiera) | G     | Roberto Gallinat       | 1996 | 191  | 82   |      |

### Staff tecnico
| Allenatore: | Nikos Papanikolopoulos                            |
| Assistenti: | Giannīs Missas, Kōstas Serifīs, Giannīs Gapkiadīs |